# Гетто в Друскининкае
Гетто в Друскининкае (июль 1941 — 2 ноября 1942) — еврейское гетто, место принудительного переселения евреев города Друскининкай Алитусского уезда Литвы и близлежащих населённых пунктов в процессе преследования и уничтожения евреев во время оккупации Литвы Германией в период Второй мировой войны.

## Оккупация Друскининкая и создание гетто
После оккупации Восточной Польши Советским Союзом 17 сентября 1939 года город Друскининкай был перемещен в состав Белорусской ССР, а в октябре 1940 года был передан Литовской ССР. К началу Второй мировой войны в Друскининкае жили около 800 евреев, к которым добавились около 100 еврейских беженцев из оккупированных немцами районов Польши. Много евреев проживало в близлежащих к Друскининкаю деревнях и поселках. Немецкие войска заняли город уже 22 июня 1941 года, и только несколько десятков евреев успели эвакуироваться.
Сразу после оккупации в Друскининкае была восстановлена литовская администрация и полиция. Всех евреев сразу же уволили со всех работ. В первые же дни после захвата города полицаи собрали около 60 евреев и приказали им разбить скульптуры руководителей СССР, а отказывающихся избивали.
В начале июля 1941 года немцы вынудили евреев создать юденрат численностью 12 человек, которых отобрали литовские полицейские. Председателем поставили Лейба Френкеля.
В середине июля немцы, реализуя нацистскую программу уничтожения евреев, приказали всем евреям города и близлежащих деревень в пятитидневный срок переселиться в гетто, под которое отвели квартал на окраине города между улицами Вильно и Чечуг.

## Условия в гетто
При переселении в указанный короткий срок основную часть вещей евреям пришлось бросить. Узники разместились в невыносимой тесноте в нескольких заброшенных бараках и использовали на принудительных работах. Заграждение вокруг гетто евреев принудили строить самим.
Евреям под страхом смерти было приказано носить отличительные нашивки-латы в виде шестиугольных звезд. Порядок внутри гетто охраняла еврейская полиция, которую по приказу оккупантов организовал юденрат. В конце сентября 1941 года от юденрата потребовали «контрибуцию» в 40 тысяч немецких марок под угрозой ареста всех членов юденрата, и каждая семья в гетто собрала сколько смогла, чтобы отвести угрозу.

## Переселение гетто
15 мая 1942 года евреям объявили, что их переселяют в бараки, находящиеся между Друскининкаем и местечком Ратнича. В новом гетто теснота была ещё большей, чем в прежнем.
В конце июля 1942 года немцы в сопровождении литовцев арестовали 12 евреев — представителей интеллигенции (врачей, директора санаториев, учителя Файвла Линуса и других). Их увели и убили в 6 километрах от Друскининкая. После этой «акции» (таким эвфемизмом нацисты называли организованные ими массовые убийства) до октября 1942 года в Друскининкае были убиты ещё 6 евреев.

## Уничтожение гетто
Утром 2 ноября 1942 года (в январе 1943 года) гетто окружили немцы и литовцы. Председателю юденрата приказали объявить, чтобы каждый еврей подготовился к отправке в трудовые лагеря. Жена председателя бросилась уговаривать всех бежать, потому что их повезут не на работу, а на расстрел, но бежать уже было невозможно.
Евреев (около 800 человек) собрали на площади перед юденратом и под конвоем немцев и литовских полицейских отвели на железнодорожную станцию, где уже находились пригнанные евреи из местечка Ратнича. Затем всех отправили на поезде в транзитный лагерь в Колбасино. Несколько молодых евреев смогли сбежать по дороге и скрыться в лесу, но впоследствии большинство из них были выданы немцам литовским крестьянином из близлежащей деревни. В Колбасино евреи из Друскининкая оказались в траншеях, вырытых прямо в земле, и умирали от холода, голода, жажды, болезней и побоев. Лейба Френкеля из Друскининкая снова назначили председателем юденрата лагеря Колбасино. Через несколько недель после прибытия в Колбасино евреев из Друскининкая вместе с евреями из других гетто вывезли в лагерь смерти Треблинка и убили в газовых камерах.

## Случаи спасения и «Праведники народов мира»
Некоторые друскининкайские евреи смогли спастись, в частности, Берл Пинковский, брат и сестра Абрам и Хана Ароновские, Арон Френкель с сестрой, Гирш Литковский, Янкель Розенский, Шломо Голуб, Эфраим Френкель, Абрам Кореш, Бася Френкель и некоторые другие.
В ноябре 1943 года двое литовских крестьян — супружеская пара Мария и Ипполит Яскелевич — были убиты немцами за укрывание беглецов из Друскининкайского гетто.
В Друскининкае Стасис Свидерскис был удостоен почетного звания «Праведник народов мира» от израильского мемориального института «Яд Вашем» «в знак глубочайшей признательности за помощь, оказанную еврейскому народу в годы Второй мировой войны». Будучи руководителем друскининкайского пионерского лагеря, он уже в первый день войны с невероятными усилиями и мужеством сумел эвакуировать на восток семьдесят еврейских детей, чем спас их от неминуемой смерти.

## Память
В центре Друскининкая, на улице Св. Якова (Šv. Jokūbo) около дома № 24, установлен обелиск в память о жертвах геноцида евреев, на котором изображена схема территории гетто и находится надпись на английском, иврите и русском языках: «Узникам еврейского гетто 1941—1943». Памятник установлен на средства скульптора Жака (Якова) Липшица, уроженца Друскининкая.
Около Друскининкая известны несколько мест расстрела евреев, на большинстве которых установлены памятные знаки. Один из этих памятников находится рядом с деревней Ратнича, но на нём нет упоминания о том, что на этом месте нацисты убили именно евреев.